# Félix Carrasquer Launed
Félix Carrasquer Launed (Albalat de Cinca, Osca, 4 de novembre de 1905 – Tilh, Alta Garona, 7 d'octubre de 1993) fou un pedagog anarquista aragonès, germà de l'escriptor Francisco Carrasquer Launed.

## Biografia
Fill d'una família rural de classe mitjana (el seu pare era secretari de l'Ajuntament), es formà autodidàcticament i el 1919 es traslladà a Barcelona on treballà com a aprenent de forner. A la mort de la seva mare el 1923 tornà al seu poble on va conèixer Felipe Aláiz de Pablo, germà de la segona esposa del seu pare, qui el va fer interessar-se per l'anarquisme. El 1925 tornà a Barcelona i ingressà en la CNT i la FAI, alhora que es feia soci de l'Ateneu Enciclopèdic Popular i del Fons Laboral de Cultura. La falta de treball el va fer establir-se a Viladecans, a Madrid i el 1929 novament a Albalat, on hi organitzà una escola nocturna amb els mètodes de Célestin Freinet i una agrupació de teatre, en la que va estrenar les seves pròpies obres (La ley de fugas, El riego i El triunfo de la pandilla). El 1930 també col·laborà en la creació d'una associació de jornalers per a comprar terres, i els va convèncer de col·lectivitzar-ne una part. El 1932, durant una representació teatral perd la visió definitivament quedant cec, la qual cosa no li va impedir continuar la seva labor cultural revolucionària.
El 1935 es va instal·lar amb els seus germans a Barcelona, on amb l'ajut de l'Ateneu de Les Corts va crear l'escola Élisée Reclus, on s'utilitzava el mètode Decroly. L'endemà del cop d'estat del 18 de juliol de 1936 va proposar a la CNT formació d'una Universitat Popular per a formar quadres. D'ací en sorgiria el febrer de 1937 l'Escola de militants llibertaris a Montsó, Aragó. Els seus projectes pedagògics es van basar sobretot en el concepte de l'autogestió, la llibertat i la igualtat de facto entre professors i alumnes.
El juliol de 1936 fou nomenat membre del Comitè Peninsular de la FAI i l'octubre del mateix any fou delegat a Casp del Congrés Extraordinari de Col·lectivitats Camperoles. El desenvolupament de la guerra l'obligà traslladar-se a Vilassar de Mar, després a Llançà i el 1938 a Sant Vicenç dels Horts.
En acabar la guerra civil espanyola va fugir a França. El 1941 fou arrestat per les autoritats franceses i internat al camp de concentració de Vernet i després a Noèr. El 1943 es va escapar i cap al juny de 1944 tornà clandestinament a Barcelona, on fou secretari regional de la CNT de Catalunya. El 1947 fou detingut a Madrid i fou condemnat a 25 anys de presó. El 1959 fou alliberat i es va traslladar a França, on es va dedicar a l'edició clandestina de treballs llibertaris per a ser distribuïts per Espanya i va fundar una granja-escola a Tilh. El 1971 tornà a Barcelona, on el febrer de 1976 fou un dels organitzadors de l'Assemblea de Sants amb Luis Andrés Edo per tal de reorganitzar la CNT. El 1982 es va mostrar partidari de la reunificació confederal. Va retornar sovint a Tihl, on va morir.

## Obres
- La autogestión a debate
- La escuela de militantes de Aragón
- Las colectividades de Aragón
- ¿Marxismo o autogesión?
- Una experiencia de educación autogestionada. Escuela Eliseo Reclus
- Félix Carrasquer. Proyecto de una sociedad libertaria. Experiencia histórica y actualidad ANTHROPOS (RA090) VV.AA. 1988 | 96 pp | ISSN 0211-5611